# Mike d’Abo

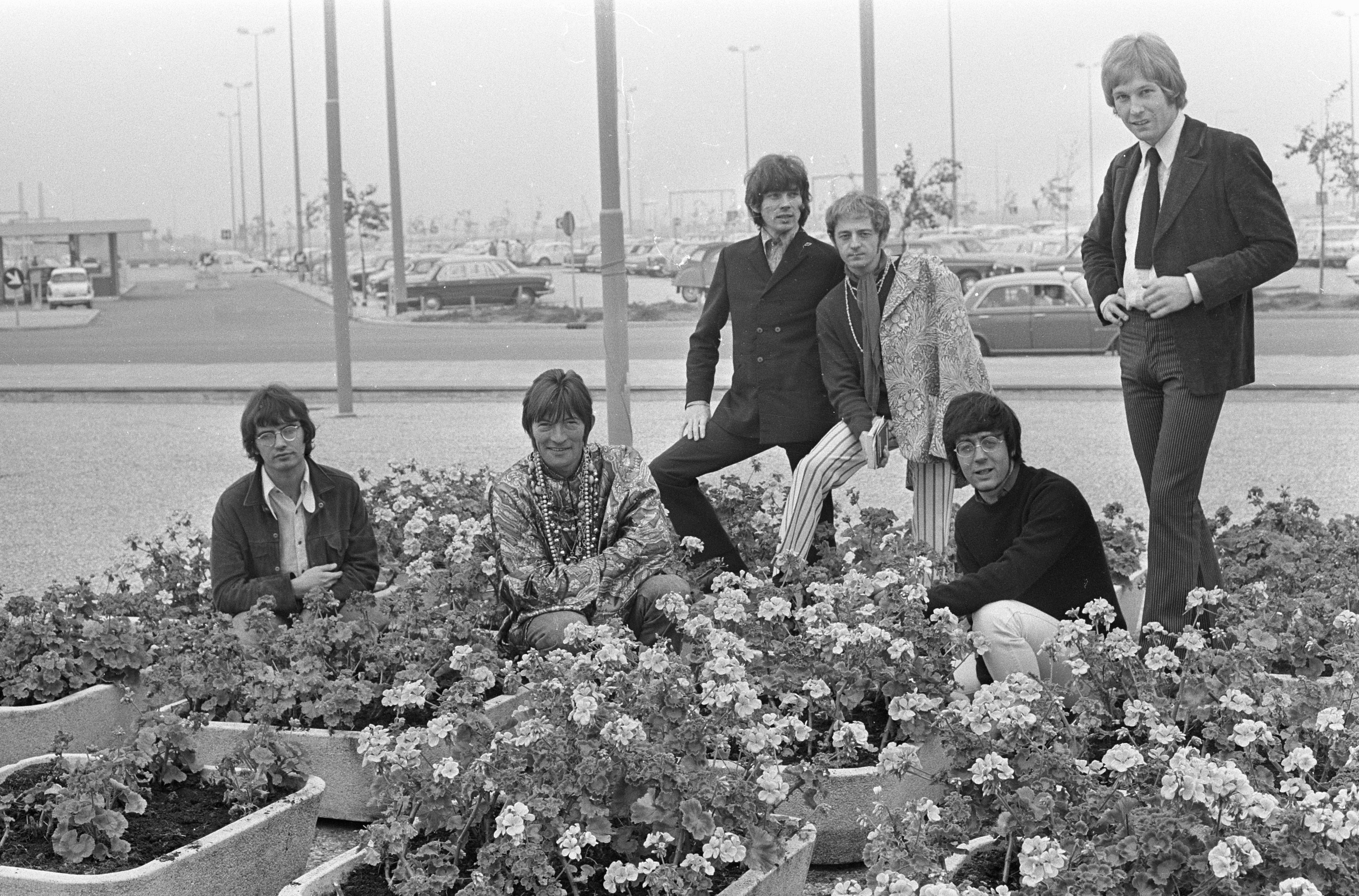
L. n. R.: Tom McGuinness, Dave Berry, Klaus Voormann, Mike Hugg, Manfred Mann, Mike d’Abo (Schiphol, 1967)

Michael „Mike“ David d’Abo (* 1. März 1944 in Betchworth, Surrey) ist ein englischer Sänger und Songwriter, der insbesondere im Jahr 1966 als Leadsänger von Manfred Mann bekannt wurde.
D’Abo begann seine musikalische Karriere bereits zu Schulzeiten. Er entwickelte sich zu einem viel beachteten Sänger und Keyboarder und 1966 gab es für Manfred Mann nur ihn, der Paul Jones’ große Schuhe als Frontmann in seiner Band füllen konnte. Zu diesem Zeitpunkt hatte d’Abo bereits kleinere Erfolge mit einer anderen Gruppe gehabt, und für Chris Farlowe den Hit Handbags and Gladrags geschrieben. Das Stück wurde später unter anderem von Rod Stewart und den Stereophonics gecovert.
Seine anschließende Zeit bei Manfred Mann war vermutlich der erfolgreichste Versuch einer Band, ihren Leadsänger auf der Höhe seiner Popularität zu ersetzen. Mit Mike d’Abo als Sänger gelangen einige der größten Erfolge für Manfred Mann, einschließlich Ragamuffin Man, Ha! Ha! Said the Clown, My Name is Jack und der Nummer-eins-Hit Mighty Quinn.
Nachdem sich die Gruppe 1969 aufgelöst hatte, sang d’Abo die Rolle des Herodes auf der Originalaufnahme von Jesus Christ Superstar. Zudem war er Co-Autor des Songs Build Me up, Buttercup der Foundations. Danach trat er überwiegend als Songwriter in Erscheinung und nahm in unregelmäßigen Abständen eigene Alben auf. Zudem produzierte er einige Soundtracks oder Filmmusiken.
Anfang 2000 wurde die Gruppe The Manfreds gegründet, die aus Mitgliedern bestand, die alle einmal für oder mit Manfred Mann gespielt hatten, zudem spielt er gelegentliche Liveauftritte mit seiner eigenen Band The Mighty Quintet.
Mike d’Abo ist der Vater der Schauspielerin Olivia d’Abo und der Vetter der Schauspielerin Maryam d’Abo.

## Album
- The Mike d’Abo Collection, Vol. 1: 1964–1970 – Handbags & Gladrags
- Broken Rainbows, 1974